# サファーン

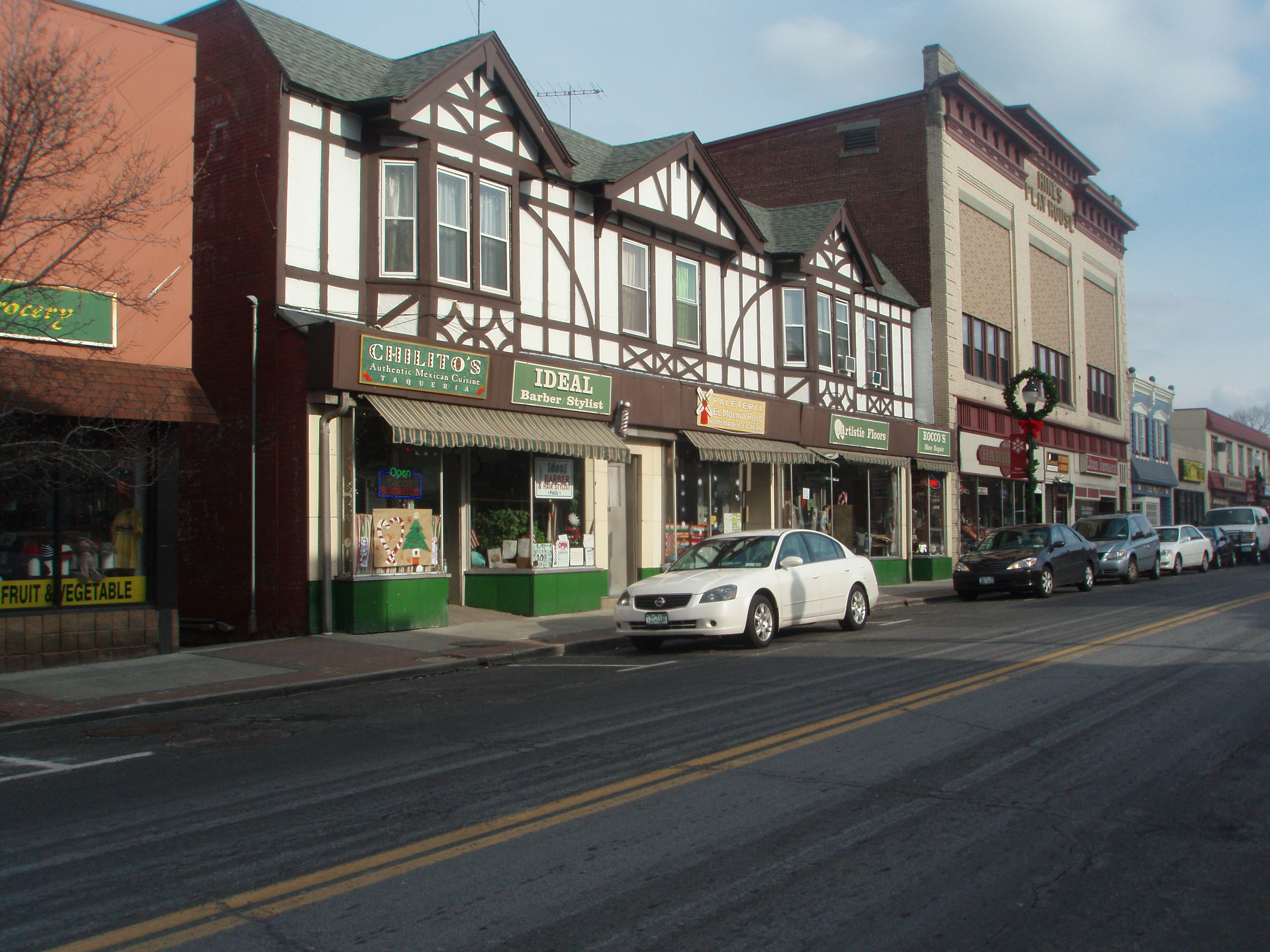
ダウンタウン

ロックランド郡内の位置

サファーン（Suffern）は、アメリカ合衆国ニューヨーク州のロックランド郡にある村。人口は1万1441人（2020年）。行政上はラマポ町に含まれる。ニューヨーク・ステート・スルーウェイとニュージャージー・トランジット鉄道が通る交通の要である。

## 歴史
ジョン・サファーンは1773年に村の北方にあるラマポ山に入植。その後、1796年に彼によって村が設立された。
サファーンは、設立当初、ジョン・サファーンのホームタウンであるアイルランドのアントリムから、ニュー・アントリムと名付けられた。この村は、アメリカ独立戦争の際、交通の要として重要な場所であった。ニューヨークから北に向かうためにはラマポ峠を通らなければならず、ちょうど峠の入り口の町として栄えた。
戦争時、ジョージ・ワシントンは何度もサファーンで宿をとった。この村のメイン・ストリートは、戦争のヒーローであるラファイエット(Marquis de Lafayette)から通り名を付けられている。この通りは、古き良きアメリカのメイン・ストリートの面影を残しており、良くCMや映画のロケに使用されている。
1841年、エリー鉄道が設立され、ラマポとピアモントが結ばれると、村はさらに発展した。1851年には、鉄道が延長されエリー湖まで開通した。
1897年、村にエイボンの研究所が設立された。その後、拡張が繰り返され現在は大きな研究施設となっている。時々研究所周辺では動物愛護団体が、動物実験に対するデモを行っている。
ロックランド郡最大の大学であるロックランド・コミュニティ・カレッジがある。

## 交通
- サファーン駅
- 州間高速道路287号線
- 州間高速道路87号線 (ニューヨーク・ステート・スルーウェイ)

## トリビア
サファーンは、ドラマ「セックス・アンド・ザ・シティ」のシーズン4、エピソード57「愛は妥協の産物」（Sex and The County）、エピソード58「男はタマのついた女？」（Belles of The Balls）においてエイデンの作ったログハウスという設定で描かれている。
歴史的な映画館であるラファイエット劇場がダウンタウンで今でも営業を続けている。